# صدرالدجاجه

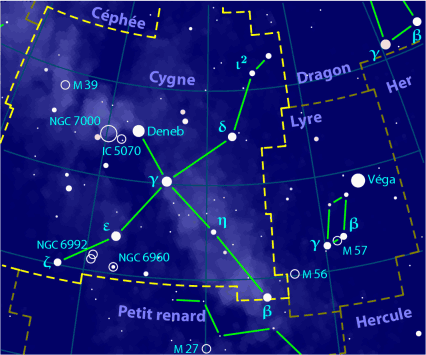
نمایی از ساختار و موقعیت گاما ماکیان

صَدرالدَجاجه (ماکیان‌سینه)، صدر یا گاما ماکیان (γ Cygni)، یک ستاره زرد-سفید ابرغول متغیر و چندگانه از رده طیفی اف۸ در صورت فلکی ماکیان است.
با قدر ظاهری ۲٫۲۳، این ستاره دومین ستاره درخشان این صورت فلکی پس از دنب است. قدر ظاهری صدرالدجاجه آن را به شصت و سومین ستاره پرنور آسمان تبدیل می‌کند. به دلیل درخشندگی‌اش، صدرالدجاجه با چشم غیرمسلح از مکان‌های دارای آسمان تاریک به وضوح دیده می‌شود و حتی در مناطق دارای آلودگی نوری نیز به راحتی قابل مشاهده است.
صدر در فاصله تقریبی ۱۸۰۰ سال نوری از زمین قرار دارد. این ستاره در میدان پرستاره‌ای از کهکشان راه شیری قرار دارد و توسط سحابی پراکنده IC 1318، که به عنوان سحابی گاما ماکیان یا ناحیه صدر نیز شناخته می‌شود، احاطه شده است. این سحابی به‌طور فیزیکی با ستاره صدر مرتبط نیست و تنها در یک راستا با آن قرار دارد. این سحابی در فاصله‌ای بسیار دورتر از این ستاره، در حدود ۴۹۰۰ سال نوری، واقع شده است.